# Massís del Caroig
El massís del Caroig és un sistema muntanyós situat entre les comarques valencianes de la Vall de Cofrents (a l'oest) i la Canal de Navarrés (a l'est). També penetra en terres castellanomanxegues prop del municipi d'Almansa.
Els municipis que formen part del sistema del Caroig són: Cofrents, Cortes de Pallars, Millars, Bicorb, Quesa, Navarrés, Bolbait, Xella i Anna.

## Particularitats
Es tracta d'una gran plataforma calcària; en realitat, és una associació de relleus tabulars, el conjunt del qual dibuixa un quadre de 40 km de costat. El seu flanc nord es troba jalonat per les estructures anticlinals de les serres Martés, Dosaigües, Ave i Caballón (per on fluïx el riu Xúquer), mentre que pel sud es produïx una inflexió mitjançant la qual les capes cretàciques se submergixen per sota del Miocè margós de la vall de Montesa. El flanc occidental està format per un escaló enfonsat, la vall d'Aiora. A més, hi ha altres escalons enfonsats o canals com el de Cofrents al nord-est, o com el de la Canal de Navarrés que creua el massís del Caroig pel centre i sud-est.
El massís marca una zona de transició poc influenciada entre els dominis ibèric i bètic. S'hi poden distingir distintes plataformes o moles, i en destaquen al nord del Xúquer les de l'Albeitar i de l'Or, i al sud les de Cortes, Xalans, Bicorb i el mateix Caroig, que és el pic més alt, amb 1.126 m.
Entre les moles, s'obrin profunds talls, gorges i congosts, com el del riu Xúquer. Diversos rius drenen les aigües del massís, a més del Xúquer que, a la vegada, les replega al pantà de Tous (a l'est), al d'Embarcaderos o aigües més avall. Són els rius Escalona, el Sellent, el Cantaban o el Cànyoles.